# Revolution Renaissance
Revolution Renaissance — интернациональная англоязычная пауэр-метал-группа, основанная бывшим гитаристом Stratovarius Тимо Толкки.

## История
В начале 2008 года Толкки объявил о роспуске группы Stratovarius, создании новой группы Revolution Renaissance и выпуске её первого альбома New Era, который он написал для Stratovarius (группой даже была записана демоверсия данного альбома) и планировал выпустить под названием Revolution Renaissance (R… R…). Для записи альбома был использован ряд приглашенных музыкантов, а вокальные партии были исполнены Михаелем Киске, Тобиасом Замметом и Паси Рантаненом. New Era вышла на итальянском лейбле Frontiers Records в августе 2008 года. В результате конкурса, объявленного Толкки, на место в постоянном составе группы были набраны бразилец Гус Монсанто (Gus Monsanto, вокал), Бруно Агра (Bruno Agra, ударные), выходец из Баку Майк Халилов (Mike Khalilov, клавишные) и Джастин Биггс (Justin Biggs, бас-гитара). Новый альбом группы, Age of Aquarius, вышел 25 марта 2009 года в юго-восточной Азии на лейбле JVC и 23 марта — в остальных странах на лейбле Scarlet Records. Все песни в этом альбоме написаны Толкки, Агра и Монсанто в соавторстве.

## Состав группы

### Постоянный состав
- Тимо Толкки — гитара
- Gus Monsanto — вокал
- Bruno Agra — ударные
- Mike Khalilov — клавишные
- Justin Biggs — бас-гитара

### Сессионные участники
- Михаэль Киске — вокал
- Тобиас Заммет — вокал
- Паси Рантанен — вокал
- Pasi Heikkilä — бас-гитара
- Joonas Puolakka — клавишные
- Mirka Rantanen — ударные
- Магдалена Ли — вокал (Tears of Magdalena)

## Альбомы
| Название        | Год выпуска |
| --------------- | ----------- |
| New Era         | 2008        |
| Age of Aquarius | 2009        |
| Trinity         | 2010        |